# حكومة نور الدين الأتاسي
تشكلت حكومة نور الدين الأتاسي في 29 تشرين الأول 1968 بموجب المرسوم رقم 2434 الصادر بتاريخ 28 تشرين الأول 1968. واستمرت هذه الحكومة حتى انقلاب عام 1970 المعروف باسم الحركة التصحيحية بقيادة حافظ الأسد. هذه الحكومة هي الوزارة رقم 75 منذ استقلال سورية عن الدولة العثمانية عام 1918 والحكومة رقم 15 منذ الانفصال عن مصر.

## التشكيل الوزاري
تألفت نور الدين الأتاسي من الوزراء:
- الدكتور نور الدين الأتاسي، رئيس الدولة رئيساً لمجلس الوزراء
- الفريق حافظ الأسد، وزيراً للدفاع
- السيد محمد رباح الطويل، وزيراً للداخلية
- السيد محمد عيد عشاوي، وزيراً للخارجية
- السيد حديثي مراد، وزيراً لشؤون القرى الأمامية
- السيد فائز الجاسم، وزيراً للزراعة والإصلاح الزراعي
- السيد ممدوح جابر، وزيراً للأشغال العامة والثروة المائية
- السيد سليمان الخش، وزيراً للتربية
- السيد موفق الشربجي، وزيراً للمالية
- السيد غالب عابدون، وزيراً للأوقاف
- السيد زهير الخاني، وزيراً للاقتصاد والتجارة الخارجية
- السيد عدنان عزوز، وزيراً للصناعة
- السيد فائز إسماعيل، وزيراً للشؤون البلدية والقروية
- الدكتور أحمد الحسن، وزيراً للنفط والكهرباء وتنفيذ المشاريع الصناعية
- الدكتور زكريا خياطة، وزيراً للصحة
- الدكتور مصطفى السيد، وزيراً للتعليم العالي
- السيد سهيل الغزي، وزيراً للثقافة والإرشاد القومي والسياحة
- السيد محمد طلب هلال، وزيراً للتموين
- السيد عبد الله الفالح، وزيراً للشؤون الاجتماعية والعمل
- الدكتور ناجي الدراوشة، وزيراً لشؤون التخطيط
- السيد أسعد صقر، وزيراً للإعلام
- السيد إبراهيم حمزاوي، وزيراً للعدل
- السيد واصل فيصل، وزيراً للمواصلات
- اللواء الركن مصطفى عبد القادر طلاس، نائباً أول لوزير الدفاع
- اللواء الجوي لويس موسى الدكر، نائباً لوزير الدفاع
- اللواء الركن عواد علي الرشيد باغ، نائباً لوزير الدفاع

## التعديل الوزاري
أُعيد تأليف الوزارة بالمرسوم رقم 1129 الصادر بتاريخ 29 أيار 1969 على النحو التالي:
- نور الدين الأتاسي، رئيس الدولة رئيساً لمجلس الوزراء
- حافظ الأسد، وزيراً للدفاع
- محمد رباح الطويل، وزيراً للداخلية
- مروان حبش، وزيراً للصناعة
- محمد سعيد طالب، وزيراً للزراعة والإصلاح الزراعي
- حمود القباني، وزيراً للإعلام
- سامي صوفان، وزيراً للأشغال العامة والثروة المائية
- مصطفى حداد، وزيراً للتعليم العالي
- ممدوح جابر، وزيراً لشؤون القرى الأمامية
- غالب عابدون، وزيراً للأوقاف
- فائز إسماعيل، وزيراً للشؤون البلدية والقروية
- أحمد الحسن، وزيراً للنفط والكهرباء وتنفيذ المشاريع الصناعية
- مصطفى السيد، وزيراً للخارجية
- سهيل الغزي، وزيراً للثقافة والإرشاد القومي والسياحة
- محمد طلب هلال، وزيراً للتموين
- عبد الله الفالح، وزيراً للشؤون الاجتماعية والعمل
- ناجي الدراوشة، وزيراً لشؤون التخطيط
- إبراهيم حمزاوي، وزيراً للعدل
- واصل فيصل، وزيراً للمواصلات
- عبد الحليم خدام، وزيراً للاقتصاد والتجارة الخارجية
- نور الله نور الله، وزيراً للمالية
- محمود الأيوبي، وزيراً للتربية
- داود رداوي، وزيراً للصحة
- هشام حلاج، وزير دولة
- مصطفى طلاس، نائباً أول لوزير الدفاع
- لويس موسى الدكر، نائباً لوزير الدفاع
- عواد علي الرشيد باغ، نائباً لوزير الدفاع

## روابط خارجية
- مجلس الوزراء السوري
- الحكومات السورية على موقع رئاسة مجلس الوزراء
- الحكومات السورية على موقع مجلس الشعب السوري
- وزارات الدولة على بوابة الحكومة الإلكترونية السورية
- الوزارات والهيئات الحكومية على موقع مجلس الشعب السوري